# Pontiac Vibe
Pontiac Vibe – samochód osobowy klasy kompaktowej produkowany pod amerykańską marką Pontiac w latach 2002 – 2009.

## Pierwsza generacja

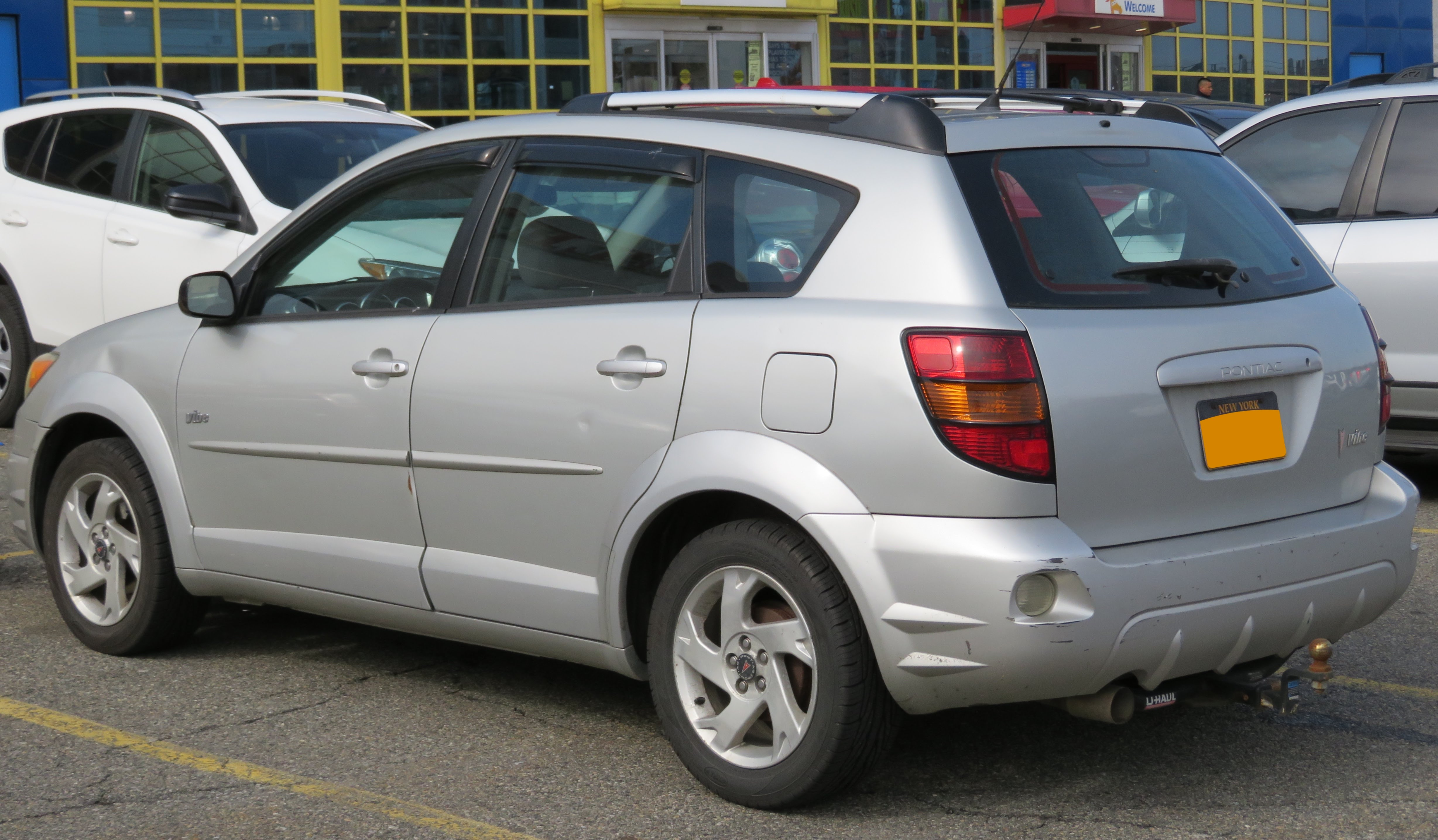
Pontiac Vibe I - tył

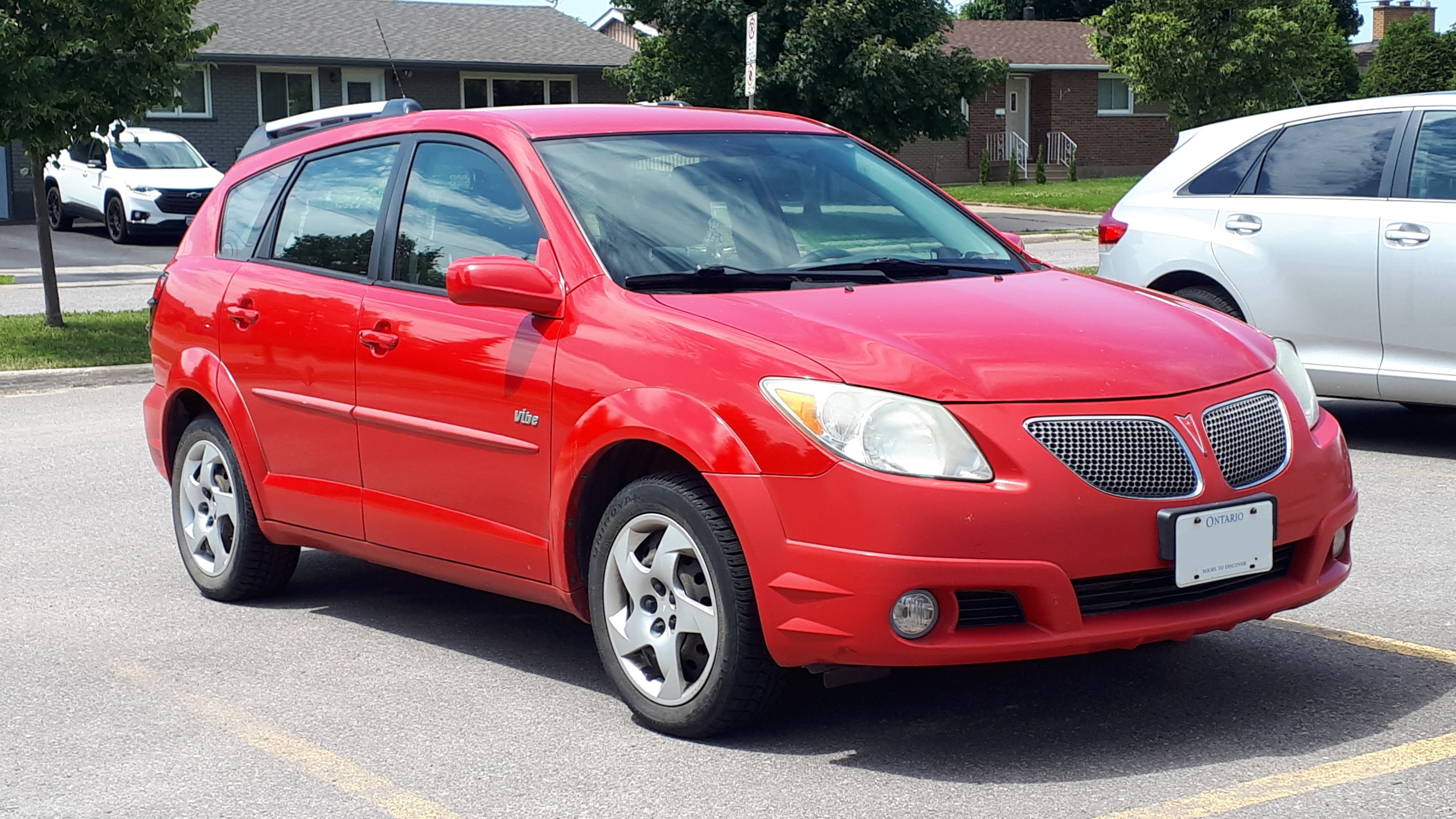
Pontiac Vibe I po liftingu

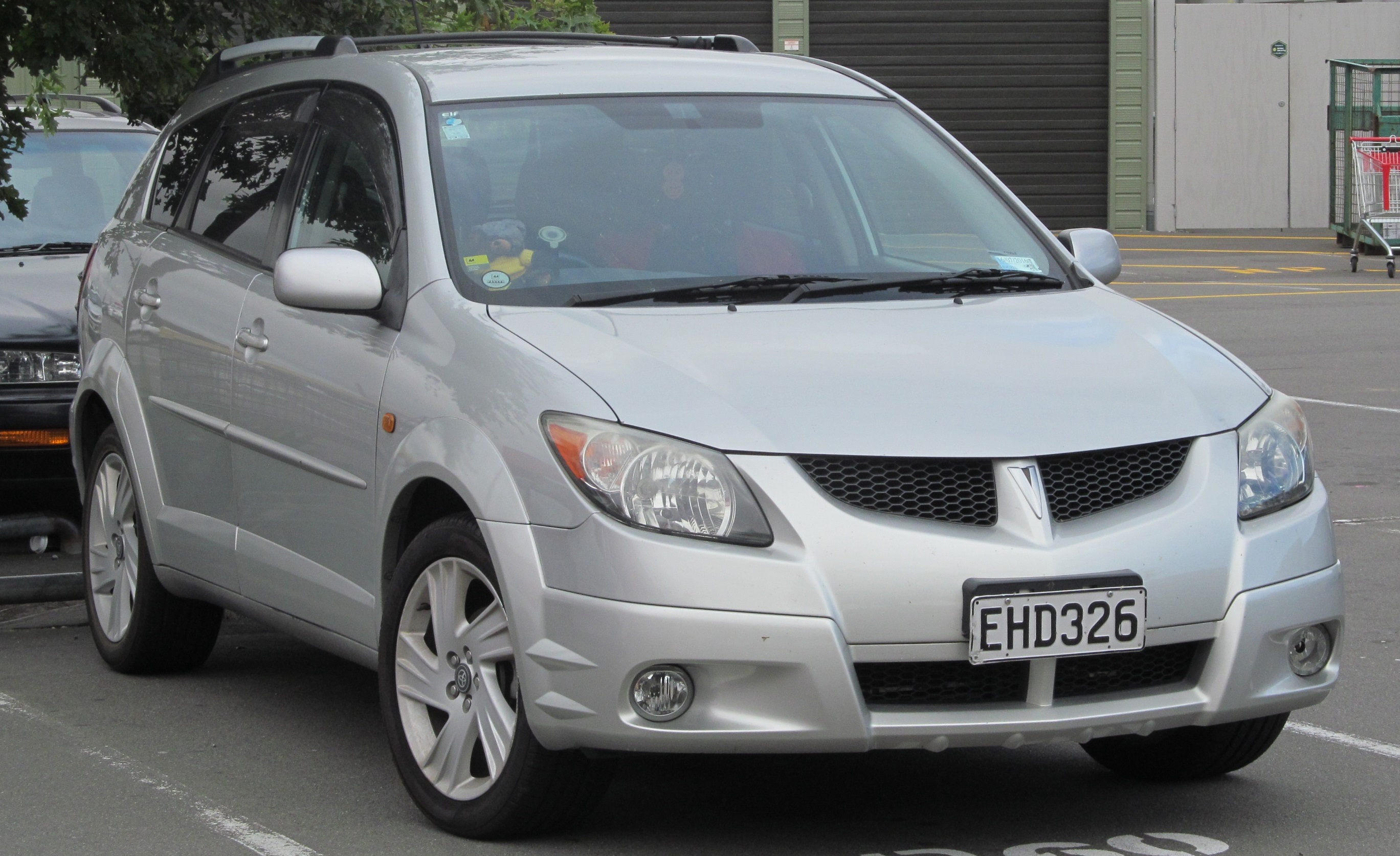
japońska Toyota Voltz

Pontiac Vibe I został zaprezentowany po raz pierwszy w 2002 roku.
Premierę modelu poprzedził debiut prototypu na Detroit Auto Show w 2000 roku. Seryjny Vibe zadebiutował w styczniu 2002 roku jako pierwszy kompaktowy hatchback Pontiaca. Samochód opracowano w ramach współpracy General Motors z Toyotą – bliźniaczą konstrukcją była Toyota Matrix.
Pontiac Vibe odróżniał się innym wyglądem przedniej oraz tylnej części nadwozia, dzieląc z nią za to identyczny kształt drzwi, płytę podłogową, jednostki napędowe, wystrój wnętrza oraz wygląd kokpitu.
Produkcja samochodu odbywała się w mieście Fremont w Stanach Zjednoczonych w zakładach należących wówczas do joint venture General Motors i Toyoty pod nazwą NUMMI.

### Lifting
W lutym 2004 roku Pontiac przeprowadził drobną modernizację Vibe pierwszej generacji. Pojawił się przemodelowany pas przedni, z nowym zderzakiem i innym kształtem atrapy chłodnicy. Wprowadzono też drobne zmiany w wyposażeniu.

### Toyota Voltz
W lipcu 2002 roku rozpoczęto eksport Pontiaca Vibe w wersji z kierownicą po prawej stronie z kalifornijskich zakładów do Japonii pod nazwą Toyota Voltz. Z powodu niewielkiego popytu, sprzedaż i eksport zakończono już półtora roku później - w marcu 2004 roku.

### Silnik
- L4 1.8l

## Druga generacja

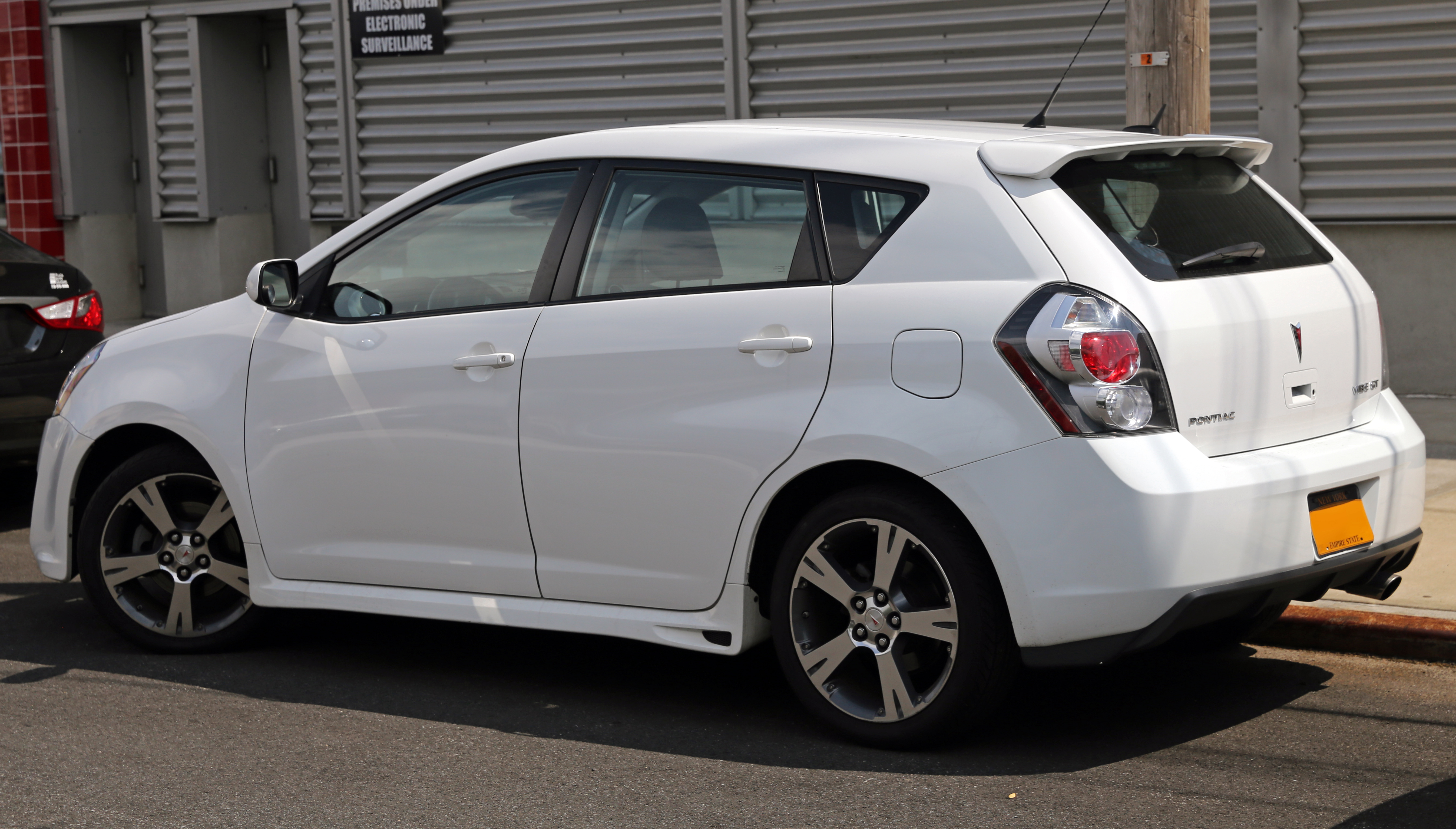
Pontiac Vibe II GT - tył

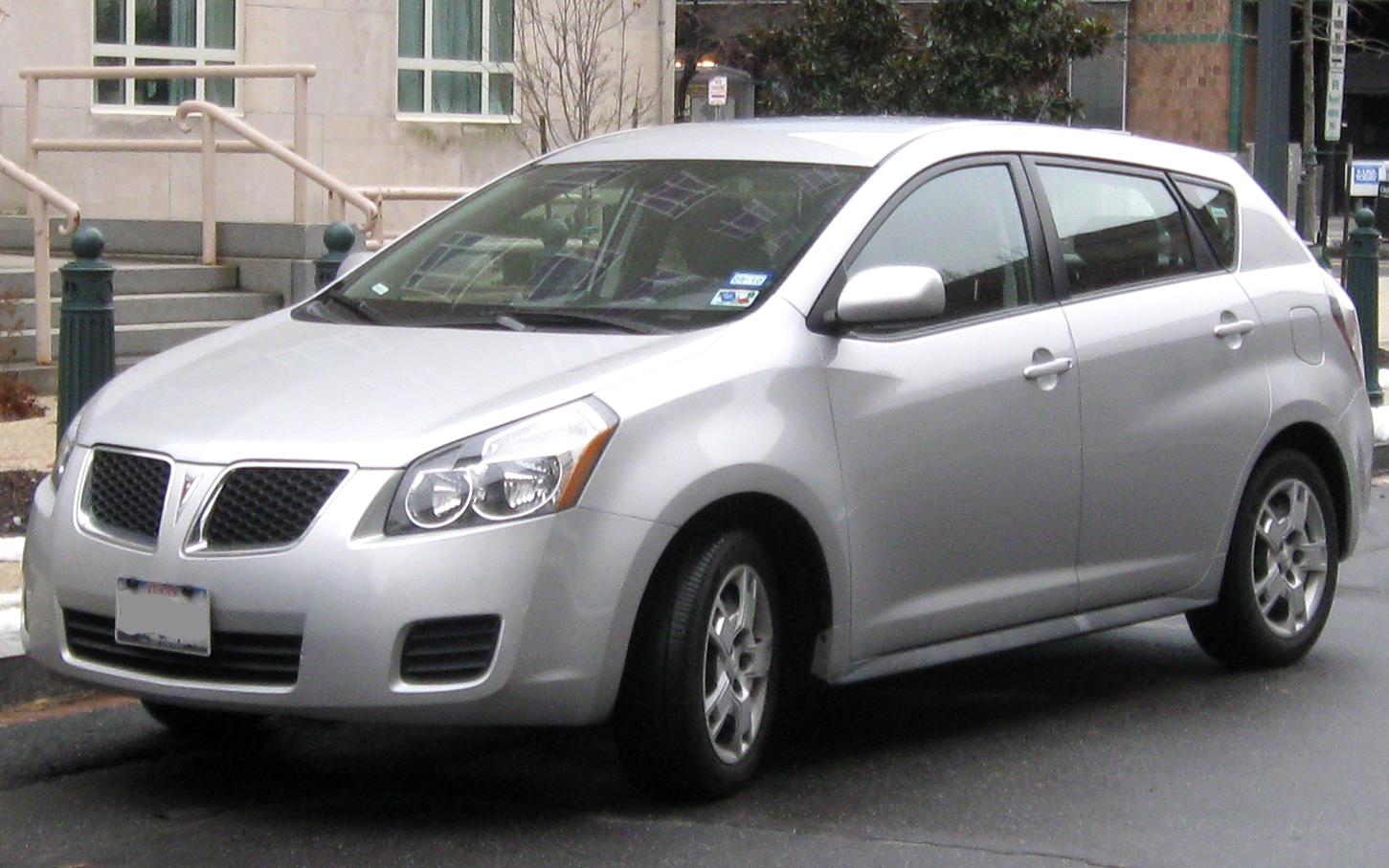
Pontiac Vibe II

Pontiac Vibe II został zaprezentowany po raz pierwszy w 2007 roku.
Zupełnie nowa, druga generacja Pontiaca Vibe została zaprezentowana w grudniu 2007 roku na Los Angeles Auto Show. Podobnie jak poprzednik, samochód zbudowano razem z Toyotą jako bliźniaka kolejnego wcielenia modelu Matrix, dzieląc też podzespoły także z europejską Toyotą Auris – na czele z kołem kierownicy.
Samochód przeszedł duże zmiany w stosunku do pierwszej generacji, zyskując bardziej kanciastą sylwetkę. Nadwozie stało się dłuższe i obszerniejsze.
Sprzedaż samochodu ruszyła w marcu 2008 roku - w ofercie pojawiły się jednostki napędowe Toyoty, a także nowa odmiana stylistyczna z mocniejszym silnikiem, Vibe GT.

### Koniec produkcji
Z powodu ogłoszonej 27 kwietnia 2009 roku likwidacji marki Pontiac, produkcja Vibe II zakończyła się przedwcześnie w sierpniu 2009 roku po niespełna półtora roku trwającej produkcji. Bliźniaczą Toyotę Matrix II wytwarzano 5 lat dłużej, do 2014 roku.

### Silniki
- L4 1.8l
- L4 2.4l